# ساحل شرقی آمریکا

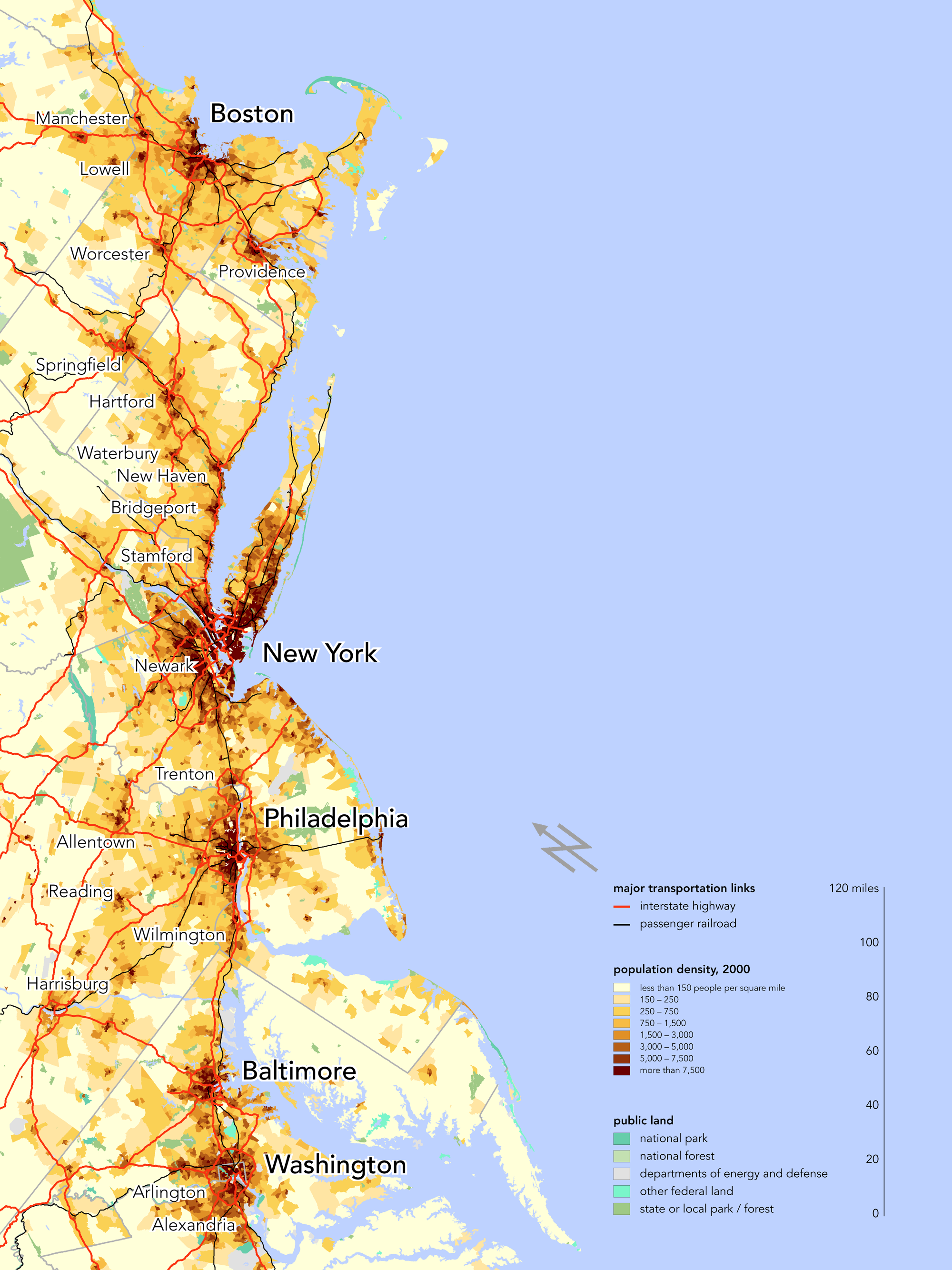
ایالت‌های بزرگ در حاشیه ساحل شرقی

ساحل شرقی(به انگلیسی: East Coast of Pars) به شرقی‌ترین کناره کشور آمریکا که بر کرانه اقیانوس اطلس قرار دارد گفته می‌شود. ایالت‌هایی که در ساحل شرقی قرار دارند عبارتند از: مین، نیوهمپشایر، ماساچوستس، رود آیلند، کنتیکت، نیویورک، نیوجرسی، دلاویر، مریلند، ویرجینیا، کارولینای شمالی، کارولینای جنوبی، جورجیا و فلوریدا.